# Dunja Gerson
Dunja Gerson (* 13. Februar 1996 in Appenzell AI) ist eine Schweizer Volleyball- und Beachvolleyballspielerin.

## Karriere
Gerson spielte in ihrer Jugend Hallenvolleyball beim VBC Münsingen, wo sie von ihren Eltern trainiert wurde. 2012 hatte sie ihre ersten Beachvolleyball-Turniere, auf internationalen Jugendmeisterschaften mit verschiedenen Partnerinnen und auf der nationalen Turnierserie an der Seite von Tanja Guerra Arias-Schmocker. Die beste Platzierung hatte Gerson zusammen mit Nicole Eiholzer, als sie 2014 bei der U22-Europameisterschaft in Fethiye den dritten Platz erreichte. 2016 und 2017 bildeten Eiholzer/Gerson national und international ein festes Team. Sie siegten auf der FIVB World Tour in Agadir sowie beim CEV-Satellite in Vaduz und erreichten bei der Schweizer Meisterschaft Platz drei. 2018 und 2019 war Laura Caluori Gersons Partnerin. Beim 2-Sterne-Turnier 2019 in Aydın wurden sie Dritte, bei den höherwertigen FIVB-Turnieren landeten sie gelegentlich unter den Top 10.
2020 trat Gerson vom Spitzensport Beachvolleyball zurück und spielte eine Saison Hallenvolleyball beim VBC Münchenbuchsee. Weiterhin ist sie auf der Schweizer Beachvolleyballtour tätig.

## Privates
Dunja Gersons Eltern Cornelia und Marc Gerson sowie ihr Bruder Mirco sind ebenfalls erfolgreiche Volleyball-/Beachvolleyballspieler.